# Лазука, Дмитрий Ефимович
Дмитрий Ефимович Лазука (1907—1943) — красноармеец Рабоче-крестьянской Красной Армии, участник Великой Отечественной войны, Герой Советского Союза (1943).

## Биография
Дмитрий Лазука родился 3 июня 1907 года в селе Сергеевка (ныне — Томаковский район Днепропетровской области Украины). До войны проживал в селе Лысогубовка Конотопского района Сумской области Украинской ССР, где окончил четыре класса школы и работал сначала в домашнем хозяйстве, затем в колхозе. В июне 1941 года Лазука был призван на службу в Рабоче-крестьянскую Красную Армию и направлен на фронт Великой Отечественной войны. В одном из боёв был ранен.
К сентябрю 1943 года красноармеец Дмитрий Лазука был связным командира роты 248-й отдельной курсантской стрелковой бригады 60-й армии Центрального фронта. Отличился во время битвы за Днепр. 24 сентября 1943 года Лазука неоднократно переправлялся через Днепр к северу от Киева в обе стороны, перевозя бойцов и боеприпасы, доставляя боевые донесения командованию. Во время очередного рейса он был убит.
Указом Президиума Верховного Совета СССР от 17 октября 1943 года за «мужество и отвагу, проявленные во время форсирования Днепра» красноармеец Дмитрий Лазука посмертно был удостоен высокого звания Героя Советского Союза. Также посмертно был награждён орденом Ленина.